# Pouébo
Pouébo (in nyelâyu: Pweevo) è un comune francese della Nuova Caledonia nella Provincia del Nord.